# Hermann Joseph Müller
Jacob Hermann Joseph Müller (* 18. Oktober 1803 in Werden; † 26. Mai 1876 in Aschaffenburg) war ein deutscher Beamter, Jurist und Journalist. Er war Professor an der Universität Würzburg und Mitglied der Frankfurter Nationalversammlung.

## Leben
Müller war Sohn eines Appellationsgerichtsrats und besuchte das Gymnasium in Werden. Er studierte von 1821 bis 1825 Rechtswissenschaften an den Universitäten in Bonn, Heidelberg und Berlin. In Heidelberg schloss er sich 1824 der Alten Heidelberger Burschenschaft an. 1825 trat er in den Staatsdienst ein, er war Regierungsbeamter in Preußen, von 1830 bis 1832 kommissarischer Verwalter des Landratsamtes in Euskirchen. Im Jahr 1832 wurde seine Wahl zum Landrat des Kreises Euskirchen zweimal nicht anerkannt. Er schied im selben Jahr freiwillig aus, um sich an den Universitäten in Bonn, Heidelberg und Berlin fortzubilden. Gleichzeitig war er von 1833 bis 1839 als freier politischer und wissenschaftlicher Schriftsteller in Bonn tätig, ab 1838 auch in Aschaffenburg (z. B. beim Fränkischen Courrier). 1837 wurde er in Göttingen zum Dr. phil. ehrenhalber ernannt; er erhielt die venia legendi für Philosophie. 1839 wurde er dann in München zum Dr. iur. promoviert.
1839 wurde er Extraordinarius und von 1840 bis 1850 als Nachfolger von Anton Arnold von Linck ordinierter Professor für Staats- und Bundesrecht, Staats- und Rechtsgeschichte an der Universität Würzburg; sein Nachfolger wurde Joseph von Held. Von 1843 bis 1850 übernahm er auch von Friedrich von Ringelmann das französische Recht; hier folgte Ludwig von Weis. 1848 wurde er beurlaubt.
Er galt als Vertreter des katholisch-freiheitlichen Ultramontanismus. 1848/49 war er für den 20. Wahlkreis Rheinland in Aachen Mitglied der Frankfurter Nationalversammlung. Er schloss sich zunächst der Fraktion Casino, später dem Pariser Hof (sein Vorgänger war Wilhelm Smets) an und war 1848 Mitglied der Kommission für die Anordnungen zur Totenfeier für den Abgeordneten Robert Blum. Er sprach sich u. a. gegen die Wahl Friedrich Wilhelms IV. zum Kaiser der Deutschen aus.
Ab 1849 war er zunächst als Redakteur, später als Oberredakteur und schließlich als Mitglied des Verwaltungsrates bei der preußenfeindlichen Zeitung Deutsche Volkshalle in Köln tätig. Aus Köln wurde er 1850 wegen regierungskritischer Artikel ausgewiesen, auch wurde er nach Verwarnung seiner Professur enthoben, er zog deswegen nach Bonn. Ab 1851 war er Mitgründer des Katholisch-Konservativen Preßvereins. 1852 wurde er wiederum aufgrund regimekritischer Schriften aus Preußen ausgewiesen. In Erbach war er sodann als freier Schriftsteller – auch als Mitarbeiter englischer Zeitschriften – aktiv.
1856 wurde er gnadenhalber Professor der deutschen Philologie in Würzburg, wo er bis zu seinem Ruhestand 1868 blieb. Diesen verbrachte er in Wertheim und Aschaffenburg. 1862 war er Vorsitzender des Ausschusses für Wissenschaft und Presse des Katholikentags in Aachen. Müller war römisch-katholisch getauft und verheiratet.

## Schriften (Auswahl)
- Die Marken des Vaterlandes (1837)
- Der Lex Salica und der Lex Angliorum et Werinorum. Alter und Heimat (1840)
- Über Germani und Teutones (1841)
- Die kölnische Kirche im Mai 1841 (1841)
- Über die heiligen Maße des Altertums, insbesondere der Hebräer und Hellenen (1859)
- Denkblätter viermonatlichen Zwistes um die Nordmarke (1864)